# ليو مورغان (لاعب كرة قدم)
ليو مورغان (بالإنجليزية: Lew Morgan)‏ (30 أبريل 1911 في المملكة المتحدة - 22 سبتمبر 1988) هو مدرب كرة قدم ولاعب كرة قدم بريطاني (وحمل سابقاً جنسية المملكة المتحدة لبريطانيا العظمى وأيرلندا) في مركز الظهير. لعب مع نادي دندي.